# Wide Field and Planetary Camera

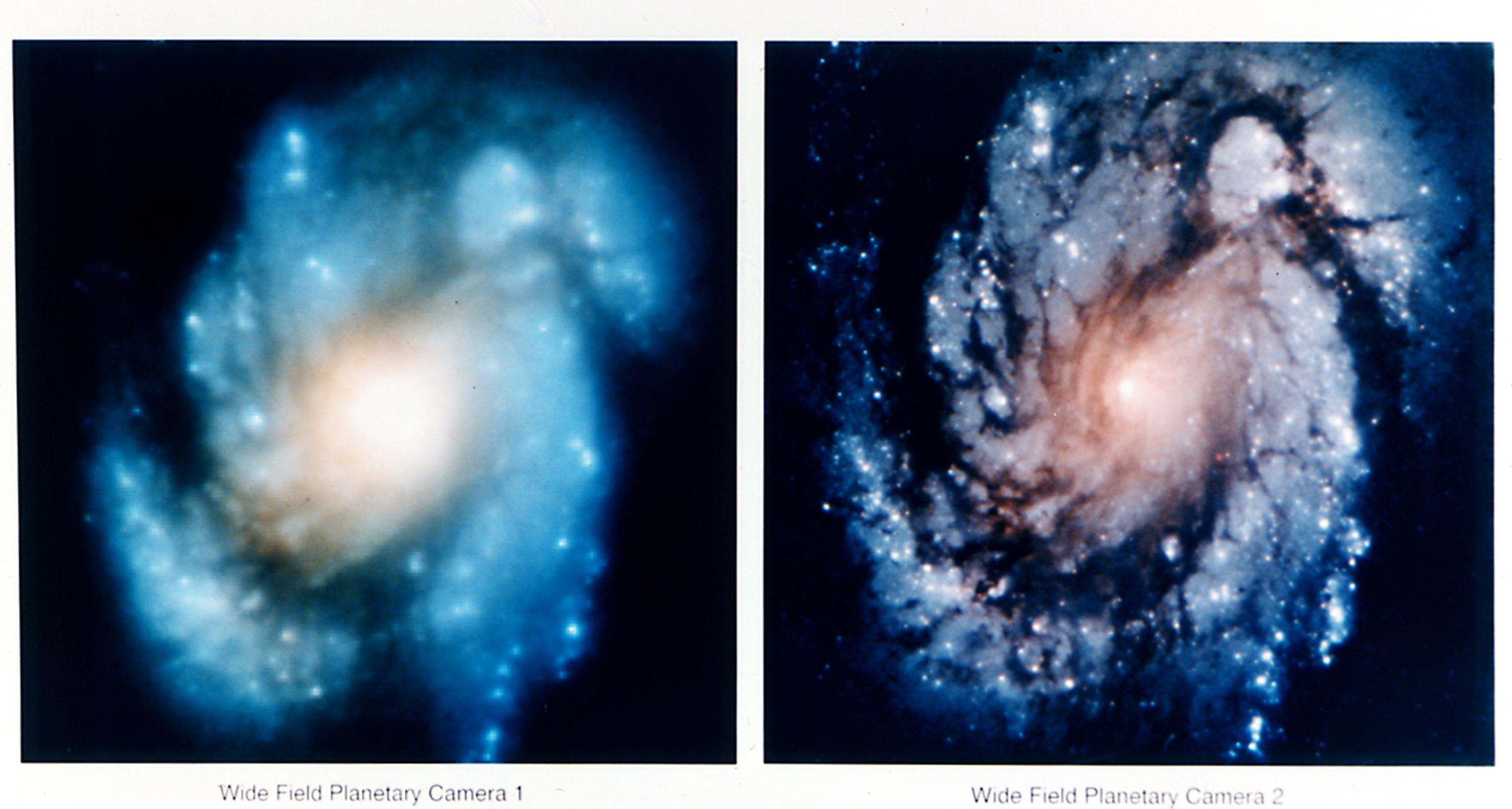
A sinistra l'immagine della galassia a spirale M100 ripresa nel novembre 1993 dalla WFPC del telescopio spaziale Hubble con le ottiche ancora affette dall'aberrazione; a destra la stessa immagine dopo la sostituzione delle ottiche.

La Wide Field and Planetary Camera (WFPC) (pronuncia: wiffpick) era una fotocamera che faceva parte della dotazione originaria degli strumenti tecnologici installati sul telescopio spaziale Hubble al momento del suo lancio avvenuto nell'aprile 1990. La fotocamera è rimasta operativa fino al dicembre 1993, quando è stata sostituita dalla Wide Field and Planetary Camera 2 (WFPC 2).
Appena cominciò a riprendere immagini, ci si accorse che la qualità delle riprese era fortemente penalizzata da alcuni errori nella progettazione delle ottiche. Nonostante la presenza di questa aberrazione, permise comunque di effettuare osservazioni con una qualità mai vista in precedenza con i telescopi operati dalla Terra.
La WFPC era stata proposta da James Westphal, professore di scienze planetarie al Caltech, realizzata e gestita dal Jet Propulsion Laboratory (JPL). Al momento della sua ideazione, nel 1976, l'unica esperienza nell'utilizzo dei CCD per immagini astronomiche era quella relativa al satellite KH-11 Kennen lanciato nel dicembre 1976. L'alta sensibilità offerta dalla nuova tecnologia, portò molti astronomi a ritenere che dovesse essere installata anche nel nuovo telescopio spaziale.
La prima WFPC era costituita da due fotocamere indipendenti, ognuna con quattro CCD da 800x800 pixel disposti in modo da coprire un campo di vista contiguo. La Wide Field aveva una risoluzione di 0,1 arcosecondi per pixel ed era prevista per le riprese panoramiche di sorgenti deboli; la Planetary Camera aveva invece una risoluzione di 0,043 arcosecondi per pixel ed era progettata per osservazioni ad alta risoluzione. La selezione tra le due fotocamere in fase di ripresa avveniva attraverso una piramide a quattro facce che ruotava di 45 gradi.
Nella missione di servizio STS-61 del dicembre 1993 era stato previsto il rimpiazzo della WFPC con la Wide Field and Planetary Camera 2, versione migliorata che incorporava anche le correzioni ottiche necessarie per superare i difetti allo specchio della prima versione. Per evitare confusione, spesso la WFPC è ora indicata come WFPC1.
Dopo il suo rientro a Terra, la WFPC è stata disassemblata e alcune sue parti vennero utilizzate nella Wide Field Camera 3, che è stata installata su Hubble il 14 maggio 2009, con la missione di servizio Servicing Mission 4, al posto della WFPC2.